# Afurca
Afurca (ryska: Афурджа) är en ort i Azerbajdzjan.   Den ligger i distriktet Quba Rayonu, i den nordöstra delen av landet, 140 kilometer nordväst om huvudstaden Baku. Afurca ligger 970 meter över havet och antalet invånare är 819.
Terrängen runt Afurca är varierad. Närmaste större samhälle är Rustov, 10,6 kilometer norr om Afurca. 
I omgivningarna runt Afurca växer i huvudsak lövfällande lövskog. Runt Afurca är det ganska glesbefolkat, med 48 invånare per kvadratkilometer.